# 桜咲く国

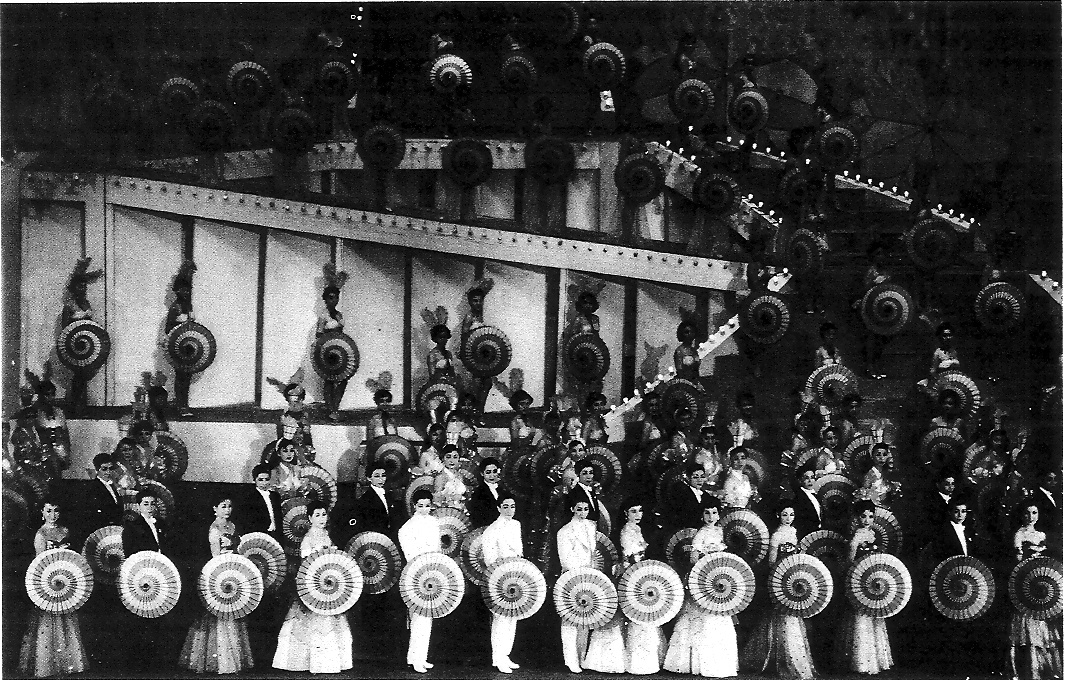
1955年『東京踊り』フィナーレ

『桜咲く国』（さくらさくくに）は、OSK日本歌劇団のレビュー『春のおどり』、松竹歌劇団（SKD）のレビュー『東京踊り』のテーマソング。作詞・岸本水府、作曲・松本四良。両劇団とも正式な団歌ではなく、本拠地での春季公演のテーマソングであったが、再結成後のOSKでは季節と場所を問わず使用される。松竹系歌劇団を象徴する楽曲。

## 概要
1930年（昭和5年）大阪松竹座『（第5回）春のおどり さくら』で発表され、現在もOSK日本歌劇団を象徴する歌曲である。発表当時の題名は『春の唄』。それまでの『春のおどり』は、毎年新しい『春の唄』が作られていた。姉妹劇団であったSKD（当時は東京松竹楽劇部）でも、同年の第1回『東京踊り』において初披露された。
1929年（昭和4年）『（第4回）春のおどり 開国文化』でゲスト出演したフランス人歌手リュシエンヌ・ドフランヌが紙吹雪を吸い込み、歌えなくなるアクシデントがあった。その防止のため傘を持って歌うようになり、『桜咲く国』の傘（桜パラソル）を回すパフォーマンス、「傘回し」が誕生した。
作曲の松本四良が東宝に移籍したためSKDでは使われなくなったが、1970年（昭和45年）の第39回『東京踊り』で復活（当時はメロディのみ）。OSKでは移籍後も使われていた。
両劇団において、歌詞及びメロディーにわずかな差異がある。OSK版とSKD版の歌詞は2箇所、音は1箇所異なる。SKD版は2番までしかないが、OSK版には戦後にできた3番があり、ショートバージョンでは1番と3番が歌われる。当初発表されたものでは、歌われなくなった1番と2番があり現在の1番と2番が、3番と4番だった。このように改変を繰り返しながら、1950年代までに現在の１～３番が成立した。

## 野球の応援歌として
OSK日本歌劇団は、1971年（昭和46年）から2003年（平成15年）まで、近鉄グループの傘下であった。特に同じく近鉄傘下のプロ野球チーム近鉄バファローズ（後、大阪近鉄バファローズ）が大阪ドーム移転したことを機に、1997年（平成9年）からは歌劇団員が応援パフォーマンスを披露していた。双方の近鉄傘下時代に、野球の応援歌としても『桜咲く国』が用いられるようになった。
近鉄がリストラ策の一環で歌劇団を手放した翌年、2004年（平成16年）、同様に巨額の赤字を抱えていたバファローズ球団を、在関西のオリックス・ブルーウェーブと合併させる案に端を発したプロ野球再編問題が勃発した。最終的にバファローズ球団は消滅してオリックス球団と合併し、新たに東北楽天ゴールデンイーグルスが誕生した。旧バファローズ球団の選手は、選手分配ドラフトにより、新オリックス・バファローズと東北楽天ゴールデンイーグルスに移籍した。
こうした経緯から、東北楽天ゴールデンイーグルスの私設応援団が、出塁時等のテーマソングとして球団創設時の2005年（平成17年）より本曲の使用を継続していた（歌詞なし）。しかし2018年（平成30年）から楽天野球団による応援団の乗っ取りが行われ使用されなくなり、翌2019年（平成31年）2月に、球団により応援歌が管理・CD発売されることを機に、球団と私設応援団の協議によって応援歌等が全面的に一新され、桜咲く国も姿を消した。